# والیو-ستاتسیا
والیو-ستاتسیا (به لاتین: Waliły-Stacja) یک روستا در لهستان است که در گمینا گرودک واقع شده‌است. والیو-ستاتسیا ۶۸۰ نفر جمعیت دارد.